# Piper graeffei
Piper graeffei är en pepparväxtart som beskrevs av Otto Warburg. Piper graeffei ingår i släktet Piper och familjen pepparväxter. Utöver nominatformen finns också underarten P. g. cordatum.